# 大沢悠里のがんばってますかー!昼はまるごと歌謡曲
大沢悠里のがんばってますかー!昼はまるごと歌謡曲（おおさわゆうりのがんばってますかー ひるはまるごとかようきょく）は、TBSラジオで放送されていた生ワイドのラジオ番組。放送期間は1983年10月3日から1985年4月2日まで。
前番組『大沢悠里ののんびりワイド』をリニューアルしてスタート。なお、前番組からの人気企画『お色気大賞』は本番組にも継承されていた。しかし、『スーパーワイドぴいぷる』立ち上げにともない、番組は『のんびりワイド』から通算6年・全1593回で終了。大沢は番組終了を機に半年間長期休暇を取り、『お色気大賞』も『大沢悠里のゆうゆうワイド』開始まで一時消滅する。なお、最終回は1985年4月4日（木曜日）ではなく2日（火曜日）を持って終了し、3日・4日は改編特番「春だ祭りだTBS」を放送した。

## 放送時間
- 毎週月曜日～木曜日 13:00 - 16:00

当時、金曜日の同時間では『荒川強啓のはなきんワイド→荒川強啓の金曜ワイド 昼はまるごと歌謡曲』（1984年4月に改題、パーソナリティ:荒川強啓・酒井ゆきえ）を放送。なお、『金曜ワイド』は1985年4月5日が選抜高等学校野球大会の中継のため、本番組より一足早く同年3月29日に終了している。

## 出演者

### パーソナリティ
- 大沢悠里 （TBSアナウンサー※当時）[3][4]
- さこみちよ（歌手）

## 番組内タイムテーブル
1983年当時
- 13:00　ニュース・芸能ニュース・ローカルニュース
- 13:15　頑張ってますか!
- 13:25　交通ニュース
- 13:30　新曲・名曲・歌謡曲
- 13:40　悠里のほがらかタイム
- 13:45　ミュージック・ハイウェイ
- 13:55　交通ニュース
- 14:00　TBSニュース
- 14:05　午後の笑タイム
- 14:15　奥さまのんびり歌謡曲
- 14:25　交通ニュース
- 14:30　三越ラジオショッピング
- 14:35　ズバリ20万円!商店街クイズ
- 14:40　日本列島ほっと通信
- 14:50　健康一口メモ
- 14:55　交通ニュース
- 15:00　TBSニュース
- 15:05　ミュージックキャラバン
- 15:25　交通ニュース
- 15:30　にっぽん診断・NISSANなるほどステーション（五木田武信）
- 15:40　毎日タウン情報
- 15:45　ミュージックラウンジ
- 15:50　ダイヤル119番
- 15:55　TBSニュース・交通ニュース